# NGC 6478
NGC 6478 (другие обозначения — UGC 10998, MCG 9-29-32, ZWG 278.33, IRAS17474+5110, PGC 60896) — спиральная галактика (Sc) в созвездии Дракон.
Этот объект входит в число перечисленных в оригинальной редакции «Нового общего каталога».